# Bahnbetriebswerk

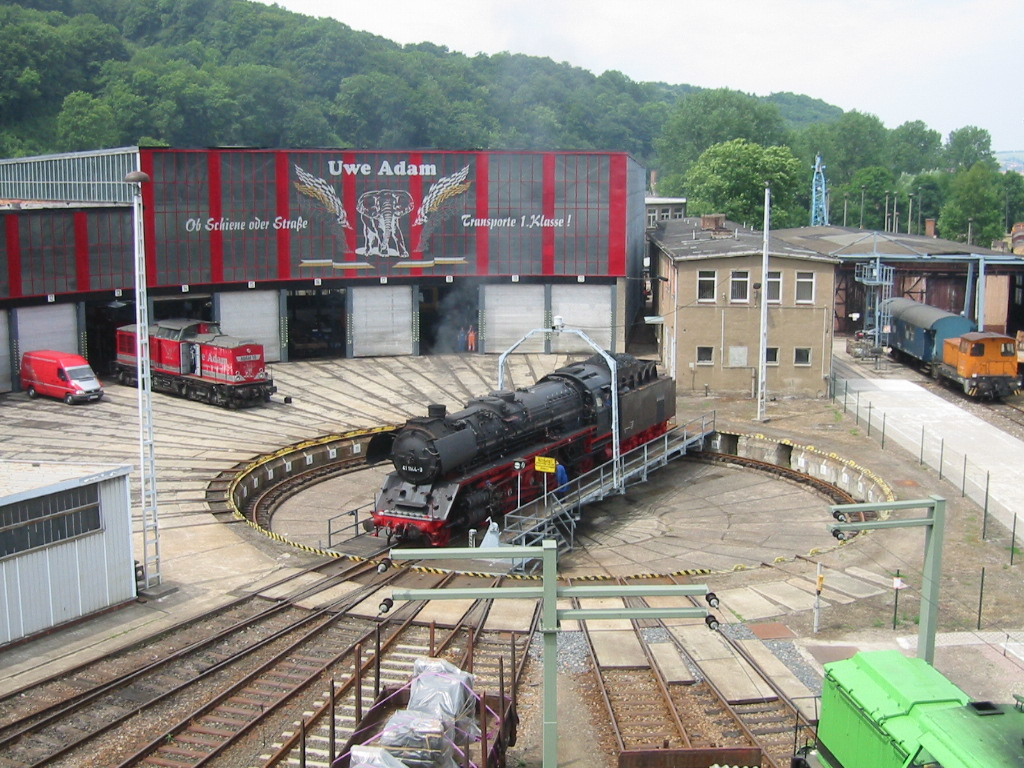
Bahnbetriebswerk Eisenach 2003

Als Bahnbetriebswerk, auch kurz Betriebswerk (Abk.: Bw), wird bei den deutschen Eisenbahnen eine Anlage bezeichnet, welche der Wartung, kleineren Reparaturen, der Ergänzung von Betriebsstoffen und der Reinigung von Lokomotiven und Triebwagen dient. Zudem wird der Einsatz der Triebfahrzeuge und des Lokomotivpersonals organisiert. Bei der Deutschen Bahn werden heute Bahnbetriebswerke als Betriebshöfe (Bh), bei den ÖBB jedoch als Zugförderungsstellen (Zf, früher Zgfst) oder Zugförderungsleitungen (Zfl), umgangssprachlich in Österreich landesweit allerdings Heizhaus bezeichnet. In vielen anderen Ländern wird oft einfach der Begriff Depot verwandt. Den Bahnbetriebswerken wurden organisatorisch und betrieblich die kleineren Lokstationen (auch Einsatzstellen bzw. Lokbahnhöfe) angegliedert.

## Geschichte

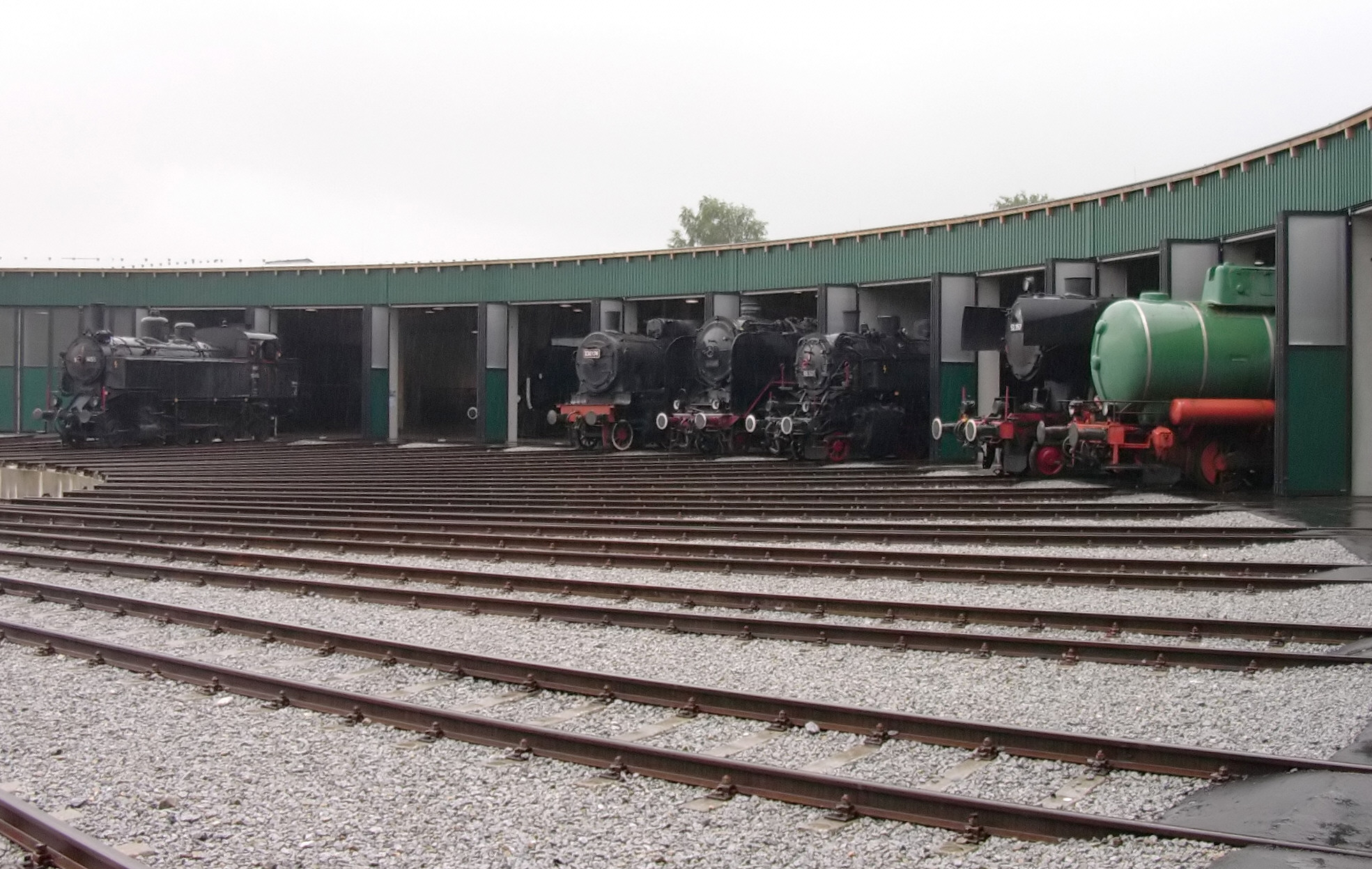
Ringlokschuppen

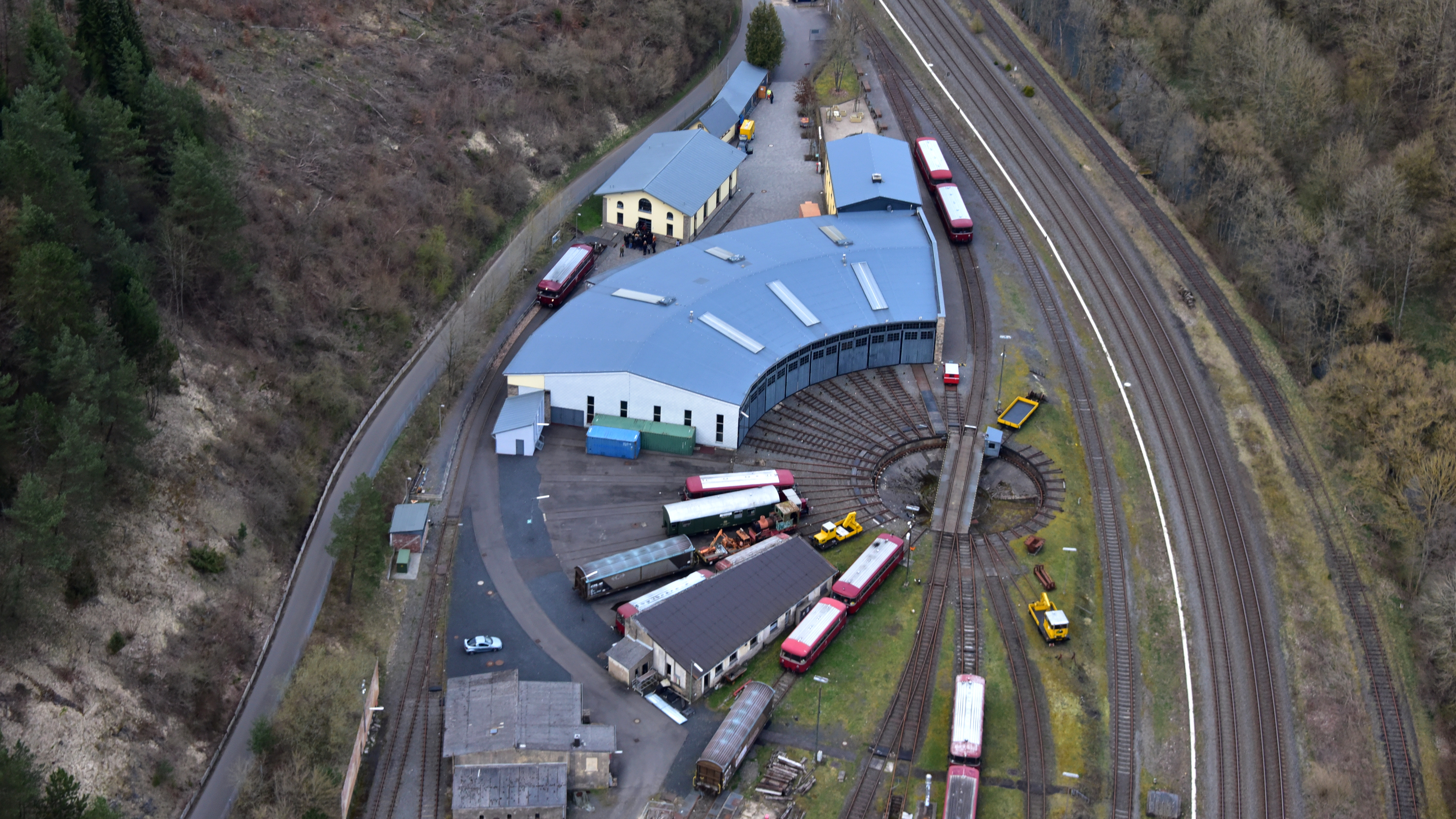
Bahnbetriebswerk Gerolstein, Luftaufnahme (2016)

### Erste Betriebswerkstätten
Im Eisenbahnwesen des deutschsprachigen Raumes wurden die ersten Werkstätten zur Wartung, Reparatur und Bereithaltung von Eisenbahnfahrzeugen, insbesondere aber der Lokomotiven als Betriebswerkstätten bezeichnet.
In den ersten Einrichtungen dieser Art ab 1835 wurden auch die zunächst in Einzelteilen aus England angelieferten Lokomotiven zusammengebaut, so etwa in der am 7. Januar 1835 eröffneten Betriebswerkstätte für die Lokomotiven der ersten maschinell betriebenen Ludwigseisenbahn Nürnberg–Fürth mit der ersten betriebstüchtigen Lokomotive in Deutschland, dem Adler.
John Stanley Blenkinsop, Sohn des Lokomotivkonstrukteurs John Blenkinsop erkannte als erster, dass für einen reibungslosen Bahnbetrieb gut ausgestattete Werkstätten und geeignetes Personal gebraucht werden. Die Herzoglich Braunschweigische Staatseisenbahn übertrug ihm die technische Leitung des Betriebes, daraufhin wurde 1838 deren erste Betriebswerkstätte errichtet, in der Routineaufgaben erledigt und auch neue Lokomotiven gebaut wurden. Im Jahre 1845 wurde John Blenkinsop klar, dass es wesentlich kostengünstiger war, Lokomotiven in regelmäßigen Abständen zu warten als erst bei einem technischen Gebrechen etwas zu reparieren. Damit wurde der Grundstein für die späteren Standardaufgaben von Bahnbetriebswerken gelegt.
Da der Aktionsradius der ersten Dampflokomotiven nur bis zu 80 Kilometern betrug, wurden bei allen größeren Bahnhöfen Anlagen zur Wartung der Lokomotiven errichtet, wo vor allem die Kohle- und Wasservorräte wieder aufgefüllt, Aschkästen geleert und Rauchkammern gereinigt werden konnten. Bei Abzweigbahnhöfen entstanden ebenfalls solche Anlagen.
Im fortgeschrittenen Ausbauzustand der Bahnen ergab sich auch teilweise die Umwandlung von Betriebswerkstätten in größere und für anspruchsvollere Aufgaben ausgestattete Hauptwerkstätten, die heute als „Ausbesserungswerk“ bezeichnet werden. Nach und nach gliederten alle anderen deutschen Bahngesellschaften ihre Wartungs- und Reparaturanlagen nach dem Vorbild der Ludwigsbahn und der Braunschweigischen Staatsbahn.
Weitere Betriebswerkstätten dieser Zeit waren
- das Bahnbetriebswerk Gießen, 1850 als Betriebswerkstätte errichtet,[1]
- das Bahnbetriebswerk Meiningen, 1863 von der „Werra-Eisenbahn-Gesellschaft“ als Betriebswerkstätte erbaut, die am 1. April 1902 in eine Hauptwerkstätte umgewandelt wurde,
- die Betriebswerkstätte Augsburg, um 1906 errichtet für die Königlich Bayerische Staatsbahn, heute das Museum Bahnpark Augsburg
- die Betriebswerkstätte Barmen-Rittershausen, seit 1911 durch das Bahnbetriebswerk Wuppertal-Langerfeld abgelöst,
- das Bahnbetriebswerk Remscheid-Lennep, ca. 1890 als Betriebswerkstätte Lennep errichtet,
- das Bahnbetriebswerk Treuchtlingen, ca. 1880 als Königlich Bayerische Betriebswerkstätte Treuchtlingen[2] errichtet,
- das Bahnbetriebswerk Stolberg, als Betriebswerkstätte Stolberg 1898 errichtet[3]

### Länderbahnzeit
Seit den 1860er Jahren trennten alle Bahngesellschaften die Bereiche Betriebsdienst (Einsatz der Loks) und Fahrzeugunterhaltung. Außerdem entstanden mit der Zeit die ersten Ausbesserungswerke, zur damaligen Zeit Hauptwerkstätten genannt. Mit der Gründung des Deutschen Reiches wurde das oben erwähnte System von allen übernommen, außerdem wurden viele Privatbahnen verstaatlicht, wodurch sich dieses System endgültig durchsetzte.

### Deutsche Reichsbahn 1920–1945
Mit der Übernahme der deutschen Länderbahnen durch den Staatsvertrag vom 30. April 1920 wurde die Organisation des Betriebsmaschinendienstes in ganz Deutschland vereinheitlicht. Die Deutsche Reichsbahn (DR) bildete ebenfalls verschiedene Reichsbahndirektionen und Maschinenämter. Am 1. August 1935 gab es 27 Reichsbahndirektionen und 132 Maschinenämter.
Die in den 1920er Jahren neu eingeführte Organisationsregelung bewährte sich zwar, dennoch schwankte die Zahl der Bahnbetriebswerke erheblich. Die DR wandelte große Lokbahnhöfe in eigene Bahnbetriebswerke um. Mit der Gründung der Deutschen Reichsbahn änderte sich das aber schlagartig. Ein Fünftel der Reparationszahlungen an die Siegermächte des Ersten Weltkriegs sollte die DRG erwirtschaften. Um dies bewerkstelligen zu können, mussten Rationalisierungsmaßnahmen ergriffen werden, vor allem wurden in fast allen Bereichen Einsparungen durchgeführt. Außerdem musste auch die Verwaltung gestrafft werden, was zur darauf folgenden Schließung aller kleineren Bahnbetriebswerke führte. Gleichzeitig schuf man sogenannte Großbahnbetriebswerke. Mittlere und kleine Dienststellen wurden oft in diese Betriebswerke eingegliedert. So entstanden riesige Bahnbetriebswerke, die eine Vielzahl an Wartungsanlagen besaßen. Beispiele dafür sind das Bahnbetriebswerk Dresden-Friedrichstadt sowie die Werke in Hamburg-Altona, Hamm und Osnabrück. Diese waren oft für die Wartung von über 150 Loks zuständig. Die größte Anlage Deutschlands befand sich in Königsberg (Preußen) mit 1.360 Beschäftigten.

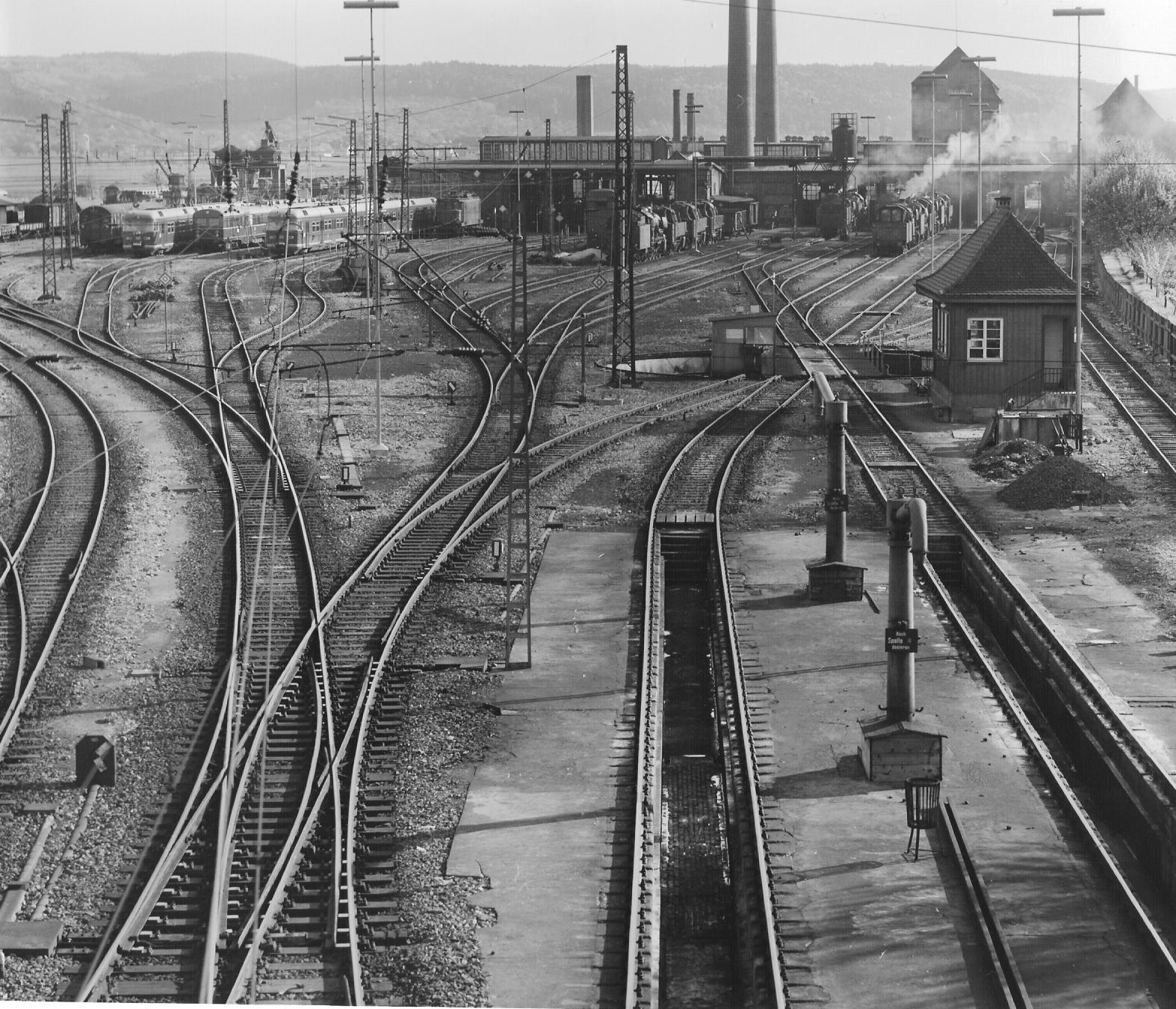
Dampfloks und Elektrotriebwagen im Bw Tübingen (Mai 1970)

### Deutsche Bundesbahn 1949–1993
Die Deutsche Bundesbahn begann ab 1950, kleine Bahnbetriebswerke in Außenstellen umzuwandeln. Diese Entwicklung wurde durch den Traktionswechsel beschleunigt, denn man brauchte für Diesel- und Elektroloks wesentlich weniger Personal. Auch der Rückgang der Güter- und Personentransporte erübrigte einiges an Bahnbetriebswerk-Kapazität. Von 1956 bis 1969 löste die Deutsche Bundesbahn insgesamt 77 Bahnbetriebswerke auf. Das Ende der Dampflokzeit bei der DB führte zu weiteren Schließungen.

### Deutsche Reichsbahn 1949–1993
Einen umgekehrten Weg ging zunächst die Deutsche Reichsbahn nach Gründung der DDR. Viele kleinere Lokbahnhöfe wurden zunächst zu Bahnbetriebswerken erhoben, um vor allem eine bessere Instandsetzung der Lokomotiven vor Ort sicherzustellen. Erst mit dem beginnenden Traktionswandel ab Mitte der 1960er Jahre begann eine ähnliche Entwicklung wie bei der DB. Kleinere Bahnbetriebswerke wurden nun aufgelöst, sie blieben aber meist als Lok-Einsatzstellen weiter in Betrieb. Für die Diesel- und Elektrolokwartung wurden meist die bestehenden Anlagen angepasst, ein Neubau moderner Wartungshallen wurde nur in wenigen Fällen realisiert.

### Deutsche Bahn AG ab 1994
Mit der Bahnreform und der Gründung der Deutschen Bahn wurden die hundert Jahre alten Betriebskonzepte völlig neu strukturiert – die Einheit von Betriebsdienst und Unterhaltung wurde aufgegeben. Diese beiden Aufgaben wurden von den Geschäftsbereichen Traktion und Werke übernommen. Die Betriebswerke wurden in Betriebshöfe umbenannt, diese unterstehen seit jeher einem eigenen Leiter. Mit dieser Neustrukturierung wurden die Werke nur noch zu Anbietern von Instandhaltungsaufgaben, die vom Geschäftsbereich Traktion erteilt wurden. Mit dieser vollkommenen Neuordnung setzte ebenfalls eine Rationalisierungswelle bei der Deutschen Bahn ein, die zur Schließung von Werken und Betriebshöfen führte. Im Gebiet der ehemaligen Deutschen Reichsbahn wurden sogar Groß-Bahnbetriebswerke geschlossen.
Für den Einsatz neuer Triebfahrzeuge, beispielsweise des ICE, müssen Betriebshöfe immer wieder aufwändig umgebaut werden, um die neuen Fahrzeuge warten zu können.

## Aufgaben
Bahnbetriebswerke sind für die Wartung und das Ausführen kleinerer Reparaturen an den im Betrieb verwendeten Lokomotiven zuständig. Zudem wird im Bahnbetriebswerk der Personaleinsatz im Fahrdienst geplant und disponiert. In einem bestimmten Rhythmus (meist ein- bis zweimal in der Woche) wird eine Besichtigung und Funktionsprüfung aller Bauteile der Lokomotive durch den Nachschauschlosser ausgeführt. Größere Bahnbetriebswerke mit entsprechender technischer Ausrüstung führen auch größere Reparaturen wie das Tauschen von Motoren oder die Umrissbearbeitung der Radsätze mittels Unterflur-Radsatz-Drehbank selbst aus.
Manche Bahnbetriebswerke hatten Außenstellen, wie etwa in größeren Bahnhöfen, in denen mehrere Lokomotiven für den Rangierdienst oder für die Bedienung von Nebenbahnen vorgehalten wurden. Im dortigen Lokschuppen wurden die Lokomotiven aufgerüstet und gewartet. Es fanden jedoch keine Reparaturen und keine Personalplanung statt. Diese Außenstellen wurden Lokomotiveinsatzstellen genannt.

### Dampflokzeit

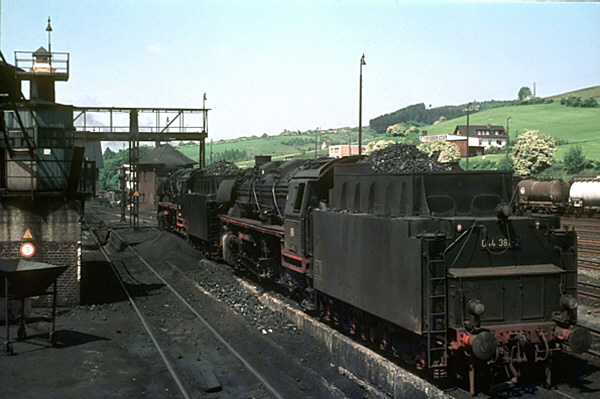
Bahnbetriebswerk Ottbergen: zwei Dampflokomotiven auf einem Lokbehandlungsgleis; links am Bildrand ist der Kohlekran zu erkennen; im Hintergrund links die Besandungsanlage

Am umfangreichsten waren einst die Arbeiten, die an einer Dampflokomotive zur Wartung auszuführen waren. Neben dem Auffüllen der Betriebsvorräte an Wasser, Kohle und Bremssand wurde an den Dampflokomotiven täglich die Schlacke vom Rost entfernt und die Rauchkammer gereinigt. Auch das Abölen aller Lagerstellen gehörte zum täglichen Arbeitsumfang an einer Dampflokomotive. Wichtig war auch das Drehen von Schlepptenderlokomotiven entsprechend der vorgesehenen Fahrtrichtung auf einer speziellen Drehscheibe. In einem bestimmten Rhythmus gehörte auch das Auswaschen des Kessels zu den wichtigen Wartungsarbeiten im Bw.

### Diesel- und E-Lokomotiven
Mit der Umstellung der Zugförderung von Dampf- auf Diesel- und Elektrolokomotiven war eine umfassende Umprofilierung der Bahnbetriebswerke nötig. Anlagen, die nur für die Wartung der Dampfloks benötigt wurden, hatten keine Bedeutung mehr. Für den Elektrolokeinsatz war der Bau von zusätzlichen Oberleitungen und für die Beheimatung von Diesellokomotiven von Betankungseinrichtungen nötig.
Der Arbeitsumfang bei der Wartung von Elektrolokomotiven umfasst im Wesentlichen das Ergänzen der Bremssandvorräte, das Abölen der wenigen Schmierstellen und Achsgetriebe, das Tauschen der Fahrmotorkohlen, das Reinigen und das Tauschen der vielfältigen elektrischen Schaltelemente, die Pflege der Stromabnehmer und einige Funktionsproben – insbesondere von Zugsicherungseinrichtungen, Fahrsteuerung und Leistungsregelung.
An Diesellokomotiven müssen ebenfalls Bremssandvorräte ergänzt, Schmierstellen versorgt, Funktionsproben an Zugsicherungseinrichtungen und Fahrsteuerung vorgenommen werden. Zusätzliche Aufgaben sind Wartungen an Motor, Getriebe und Abgasturbolader, das Wechseln der Ölfüllungen und diverser Filter sowie der Einspritzdüsen durchzuführen. Für die Anlagen der elektrischen Stromversorgung von Lok und Zug sind ebenfalls Prüf- und Wartungsarbeiten nötig.

### Sondereinsatzzüge
Neben der Wartung aller Lokomotiven sind einige Bahnbetriebswerke auch für die Unterhaltung von Sondereinsatzzügen zuständig, daran hat auch der Traktionswechsel nichts geändert. Die wichtigsten Einheiten sind Hilfszüge (zum Bergen verunfallter Fahrzeuge) und Schneeräumfahrzeuge. Bis in die 1980er Jahre gab es auch Feuerlöschzüge, deren Aufgaben allerdings inzwischen von Bahnfeuerwehren übernommen wurden. Für den reibungslosen Ablauf in einem Bahnbetriebswerk werden Schlepp- bzw. Rangierfahrzeuge benötigt, die Waggons und nicht fahrfähige Triebfahrzeuge bewegen. Bis vor 20 Jahren gab es auch noch weitere Sonderfahrzeuge, wie zum Beispiel Altölzüge, die allerdings inzwischen alle ausgemustert wurden.

## Gegenwart

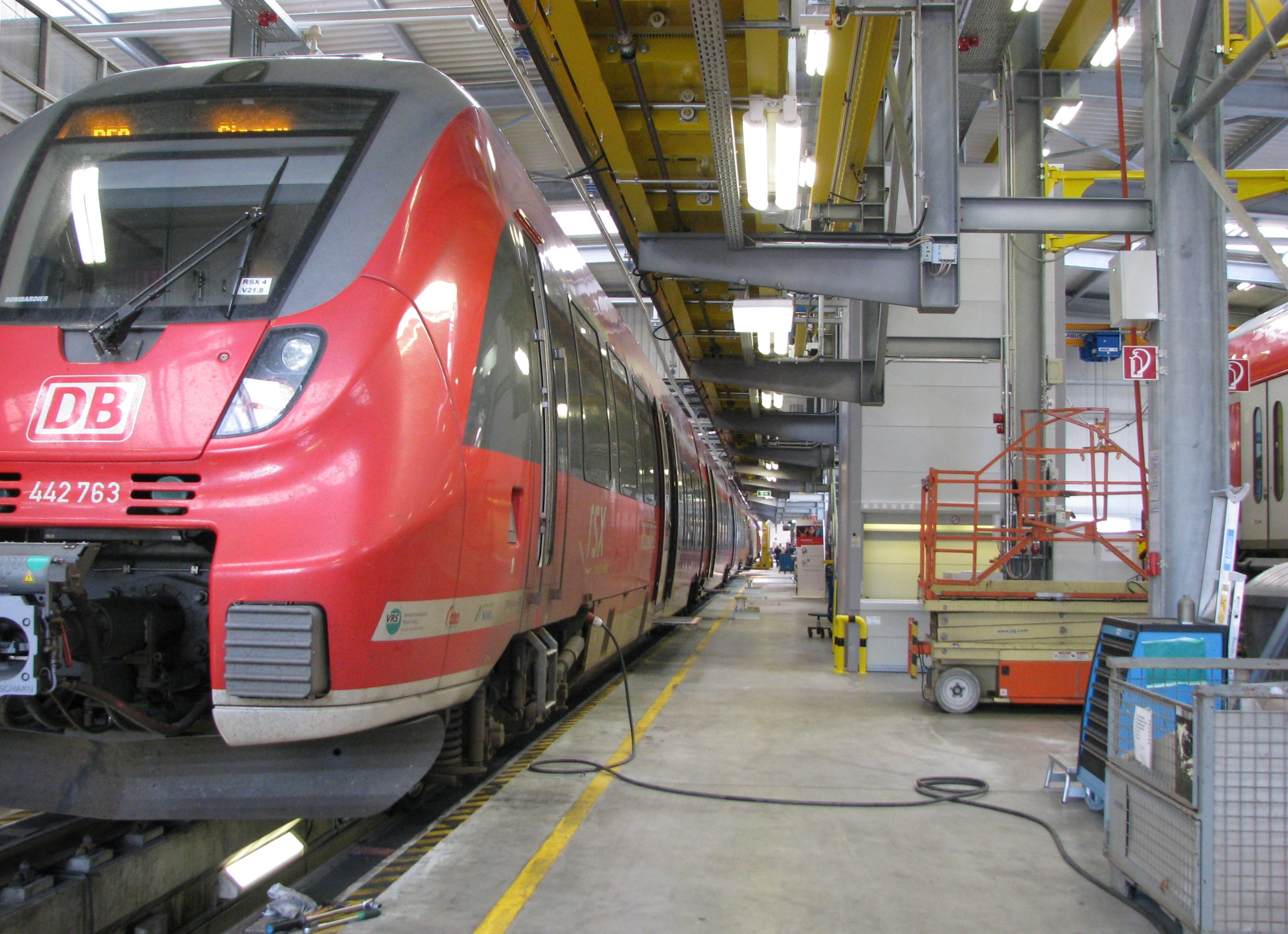
Bombardier Talent 2 im Werk Aachen von DB Regio NRW

Moderne Diesel- und Elektrolokomotiven benötigen durch den Einsatz wartungs- und verschleißarmer Bauteile heute nur noch wenig Wartung. Aus diesem Grund gibt es heute im Gegensatz zur Dampflokzeit nur noch wenige Bahnbetriebswerke, in denen zum Teil die Wartung und Instandhaltung einer ganzen Baureihe konzentriert ist. Werkstätten treten vielmehr als Serviceanbieter für bestimmte Komponenten und Technologien auf.
Bei der Deutschen Bahn sind die heute Betriebshöfe genannten Bahnbetriebswerke zunehmend selbständig und auf mehrere Geschäftsbereiche der DB AG aufgeteilt. Bei den ÖBB ist der Geschäftsbereich „Technische Services“ dafür zuständig. In den meisten Betriebshöfen werden auch Leistungen für andere Unternehmen durchgeführt, beispielsweise die Wartung der Fahrzeuge von Privatbahnen. Dies ist darauf zurückzuführen, dass der Bau eines eigenen Betriebshofes für private Eisenbahnunternehmen oft nicht erschwinglich ist – deshalb werden die Wartungsaufgaben oft an Betriebshöfe von Staatsbahnen abgegeben.
Die Betriebshöfe sind abgegrenzte Bereiche, die für die Öffentlichkeit üblicherweise nicht zugänglich sind. Die Arbeit erfolgt nicht nur tagsüber, sondern vorwiegend in der Nacht, wenn zahlreiche Loks nicht für die Traktion benötigt werden. ICE oder andere Triebwagen sind ebenfalls in den Betriebshöfen abgestellt, dieses Gebiet ist nicht zugänglich, weshalb es bei den Triebfahrzeugen meist deutlich weniger Graffiti-Probleme gibt, als es bei den ungeschützt abgestellten Güterwaggons oft der Fall ist.

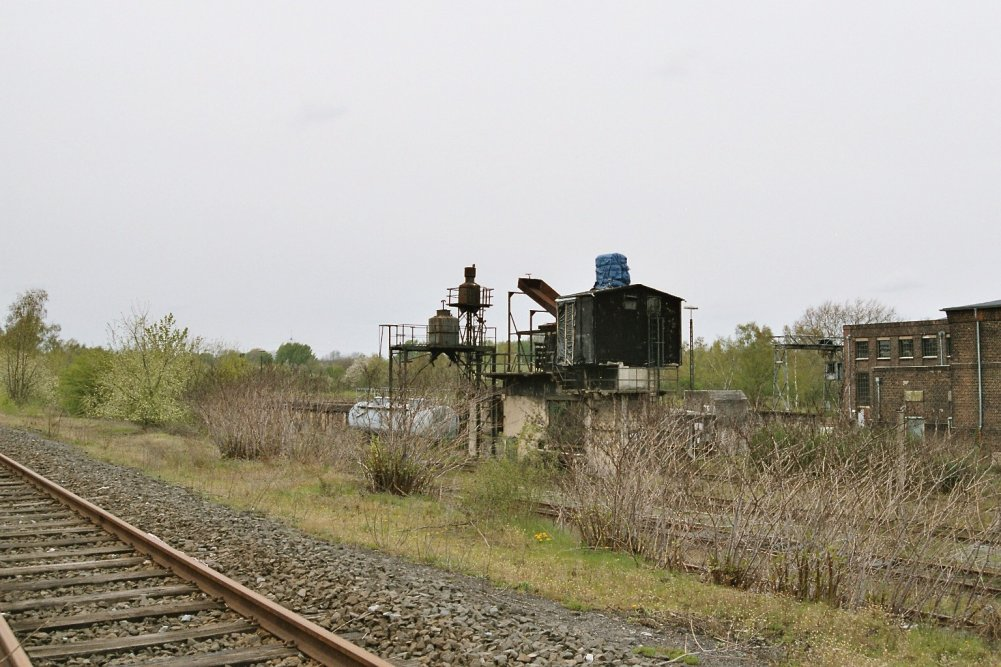
Stillgelegtes Bw in Gelsenkirchen-Bismarck

Bei Betriebshöfen, die noch Gebäude aus der Dampflokzeit besitzen, gibt es öfter Erweiterungsprobleme. Gebäude, die unter dem Industriedenkmalschutz stehen, dürfen nicht abgerissen werden. Ansonsten sind Betriebshöfe grundsätzlich so angelegt, dass eine Erweiterung nach allen Seiten möglich ist. Bereits bei der Planung muss bedacht werden, dass genug zusätzlicher Grund zur Verfügung steht, der im Falle von Erweiterungsplänen problemlos angekauft werden kann.
Ehemalige Betriebswerke werden oftmals nie wieder genutzt und verwildern komplett. Oft werden die Gleisanlagen völlig abgebaut, lediglich die denkmalgeschützten Gebäude bleiben weiterhin vorhanden.
Elektrolokomotiven werden vorwiegend in Dessau bearbeitet. Außerdem werden dort Vectron-Lokomotiven in Betrieb gesetzt.
Das Werk Cottbus ist spezialisiert auf Diesel-Fahrzeuge.

## Ausland
Bei den Österreichische Bundesbahnen (ÖBB) wurden Bahnbetriebswerke je nach Umfang ihrer Aufgaben als Zugförderungsleitung – Zfl (z. B. Wien Nord, Wien Ost, Innsbruck, Bludenz, Villach) oder als Zugförderungsstelle – Zfst (z. B. Wörgl, Landeck, Mistelbach NÖ, Gmünd NÖ, Bregenz, St. Pölten-Alpenbahnhof uva) bezeichnet; allgemein nannte man sie ganz allgemein auch „Remisen“, ein Fachausdruck, der heute noch eisenbahn-umgangssprachlich verwendet wird (sogar der zur Dampflokzeit geläufige Begriff „Heizhaus“ wird immer noch gerne von alten ÖBB-Eisenbahnern benutzt). Zugförderungsstellen konnten untergeordnete Lokomotivstellen haben; z. B. war die Lokst Saalfelden der Zfst Wörgl unterstellt. Die ehemaligen ÖBB-Zugförderungsdienststellen werden heute „Produktionsstandorte“ genannt; jeweils organisatorisch getrennt in „Traktion“ (Lokomotiveinsatzstellen) und „Technische Services“ (Reparaturwerkstätten).
In der Schweiz nennen sich vergleichbare Einrichtungen Lokomotivdepot.
In Dänemark wird bei Bahnbetriebswerken der Begriff Remise benutzt (zum Beispiel Gedser remise, Tønder remise).